# (4511) Rembrandt
(4511) Rembrandt es un asteroide perteneciente al cinturón de asteroides descubierto por Hendrik van Gent el 28 de septiembre de 1935 desde la Estación meridional de Leiden, en Johannesburgo, República Sudafricana.

## Designación y nombre
Rembrandt recibió inicialmente la designación de 1935 SP1.
Más adelante, en 1992, se nombró en honor del pintor neerlandés Rembrandt (1606-1669).

## Características orbitales
Rembrandt orbita a una distancia media del Sol de 2,4 ua, pudiendo acercarse hasta 1,797 ua y alejarse hasta 3,003 ua. Tiene una excentricidad de 0,2513 y una inclinación orbital de 22,74 grados. Emplea en completar una órbita alrededor del Sol 1358 días.

## Características físicas
La magnitud absoluta de Rembrandt es 12,1. Tiene 9,02 km de diámetro y un periodo de rotación de 3,837 horas. Su albedo se estima en 0,2861.